# Resolución 103 del Consejo de Seguridad de las Naciones Unidas
La resolución 103 del Consejo de Seguridad de las Naciones Unidas, adoptada 3 de diciembre de 1953, recomendó a la Asamblea General que a San Marino se le permitiese volverse miembro del Estatuto de la Corte Internacional de Justicia si cumplía con las siguientes condiciones:
- (a) aceptación de las provisiones del Estatuto.
- (b) aceptación de todas las obligaciones de un miembro de las Naciones Unidas bajo el artículo 94 de la Carta.
- (c) comprometerse a contribuir con los gastos de la Corte con una cantidad razonable que la Asamblea General determinará periódicamente previa consulta con el Gobierno de San Marino.

La resolución fue aprobada con 10 votos a favor, ninguna en contra y una abstención de la Unión Soviética.